# Mehdawal
Mehdawal (o Mehndawal, Mahdawal) è una suddivisione dell'India, classificata come nagar panchayat, di 24.683 abitanti, situata nel distretto di Sant Kabir Nagar, nello stato federato dell'Uttar Pradesh. In base al numero di abitanti la città rientra nella classe III (da 20.000 a 49.999 persone).

## Geografia fisica
La città è situata a 26° 58' 31 N e 83° 6' 42 E e ha un'altitudine di 70 m s.l.m..

## Società

### Evoluzione demografica
Al censimento del 2001 la popolazione di Mehdawal assommava a 24.683 persone, delle quali 12.914 maschi e 11.769 femmine. I bambini di età inferiore o uguale ai sei anni assommavano a 4.467, dei quali 2.363 maschi e 2.104 femmine. Infine, coloro che erano in grado di saper almeno leggere e scrivere erano 11.753, dei quali 7.411 maschi e 4.342 femmine.